# هارولد جارفيس
هارولد جارفيس هو مغني كندي، ولد في 27 ديسمبر 1864 في تورونتو في كندا، وتوفي في 1 أبريل 1924 في ديترويت في الولايات المتحدة.